# Margattea perspicillaris
Margattea perspicillaris är en kackerlacksart som först beskrevs av Heinrich Hugo Karny 1915.  Margattea perspicillaris ingår i släktet Margattea och familjen småkackerlackor.
Artens utbredningsområde är Taiwan. Inga underarter finns listade i Catalogue of Life.